# Kevin Dillon
Kevin Brady Dillon (n. 19 august 1965, Mamaroneck, New York) este un actor american. A fost nominalizat de trei ori la Premiul Emmy și odată la Globul de Aur pentru interpretările sale actoricești.

## Filmografie
- 2009 : Hotel for Dogs, regia Thor Freudenthal, rolul Carl Scudder
- 2006 : Scarface: The World Is Yours (joc video) : voce
- 2006 : Poseidon, regia Wolfgang Petersen, rolul Lucky Larry
- 2006 : The Foursome regia: William Dear, rolul Rick Foster
- 2004 : Out for Blood regia: Richard Brandes, rolul Hank Holten
- 2004-2011 : Entourage - Sezonul 1-8, rolulJohnny „Drama” Chase
- 2003 : Karen Sisco - Sezonul 1, episodul 2, rolulBob Salchek
- 2003 : 24 - Sezonul 2, episodul 12, 13 și 14, rolul Lonnie McRae
- 2000-2002 : That's Life - Sezonul 1-2, rolul: Paul DeLucca
- 2000 : Interstate 84 regia: Ross Partridge, rolul: Vinnie
- 2000 : NYPD Blue - Sezonul 7, episodul 1 : Officier Neil Baker
- 1998 : Misbegotten regia: Mark L. Lester, rolul: Billy Crapshoot
- 1998-1999 : NYPD Blue - Sezonul 6, episodul 8-15, rolul: Ofițer Neil Baker
- 1998 : Hidden Agenda regia: Iain Paterson, rolul: David McLean
- 1997 : Medusa's Child (TV) regia: Larry Shaw, rolul: Jerry Carnel
- 1997 : Stag regia: Gavin Wilding, rolul: Dan Kane
- 1996 : True Crime regia: Pat Verducci, rolul: Tony Campbell
- 1996 : Gone in the Night (TV) regia: Bill L. Norton, rolul: David Dowaliby
- 1996 : The Pathfinder (TV) regia: Donald Shebib , rolul: Pathfinder / Hawkeye
- 1995 : Criminal Hearts regia: Dave Payne, rolul: Rafe
- 1994 : No Escape (Evadare din Absolom) regia: Martin Campbell, rolul: Casey
- 1993 : Tales from the Crypt (serial TV), rolul: Les Wilton
- 1992 : Frankie's House (TV) regia: Peter Fisk , rolul: Sean Flynn
- 1992 : A Midnight Clear (Ultima noapte senină) regia: Keith Gordon, rolul:  Mel Avakian
- 1991 : The Doors regia Oliver Stone, rolul: John Densmore
- 1989 : When He's Not a Stranger (TV) regia: John Gray, rolul: Rick
- 1989 : Immediate Family regia: Jonathan Kaplan, rolul: Sam
- 1988 : War Party regia: Franc Roddam, rolul: Skitty Harris
- 1988 : Picătura regia: Chuck Russell, rolul: Brian Flagg
- 1988 : The Rescue regia: Ferdinand Fairfax, rolul:  J.J. Merrill
- 1988 : Remote Control (TV) regia: Jeff Lieberman, rolul: Cosmo
- 1986 : Platoon regia Oliver Stone, rolul: Bunny
- 1986 : Heaven Help Us regia: Michael Dinner, rolul: Rooney
- 1983 : No Big Deal (TV) regia: Robert Charlton, rolul: Arnold Norberry

1. ↑  „Kevin Dillon”, Gemeinsame Normdatei, accesat în 2 mai 2014
2. ↑  Kevin Dillon, Filmportal.de, accesat în 9 octombrie 2017
3. ↑  Kevin Dillon, GeneaStar